# Bissey-la-Pierre
Bissey-la-Pierre ist eine französische Gemeinde mit 68 Einwohnern (Stand: 1. Januar 2022) im Département Côte-d’Or in der Region Bourgogne-Franche-Comté. Sie gehört zum Arrondissement Montbard und zum Kanton Châtillon-sur-Seine. 
Sie grenzt im Nordwesten an Marcenay, im Norden an Larrey, im Nordosten an Poinçon-lès-Larrey, im Südosten und im Süden an Balot und im Südwesten an Laignes.

## Bevölkerungsentwicklung
| Jahr                       | 1962 | 1968 | 1975 | 1982 | 1990 | 1999 | 2008 | 2015 |
| -------------------------- | ---- | ---- | ---- | ---- | ---- | ---- | ---- | ---- |
| Einwohner                  | 98   | 83   | 71   | 59   | 54   | 86   | 81   | 73   |
| Quellen: Cassini und INSEE |      |      |      |      |      |      |      |      |

## Sehenswürdigkeiten
- Geburts-Kirche (Église de la Nativité)

## Weblinks

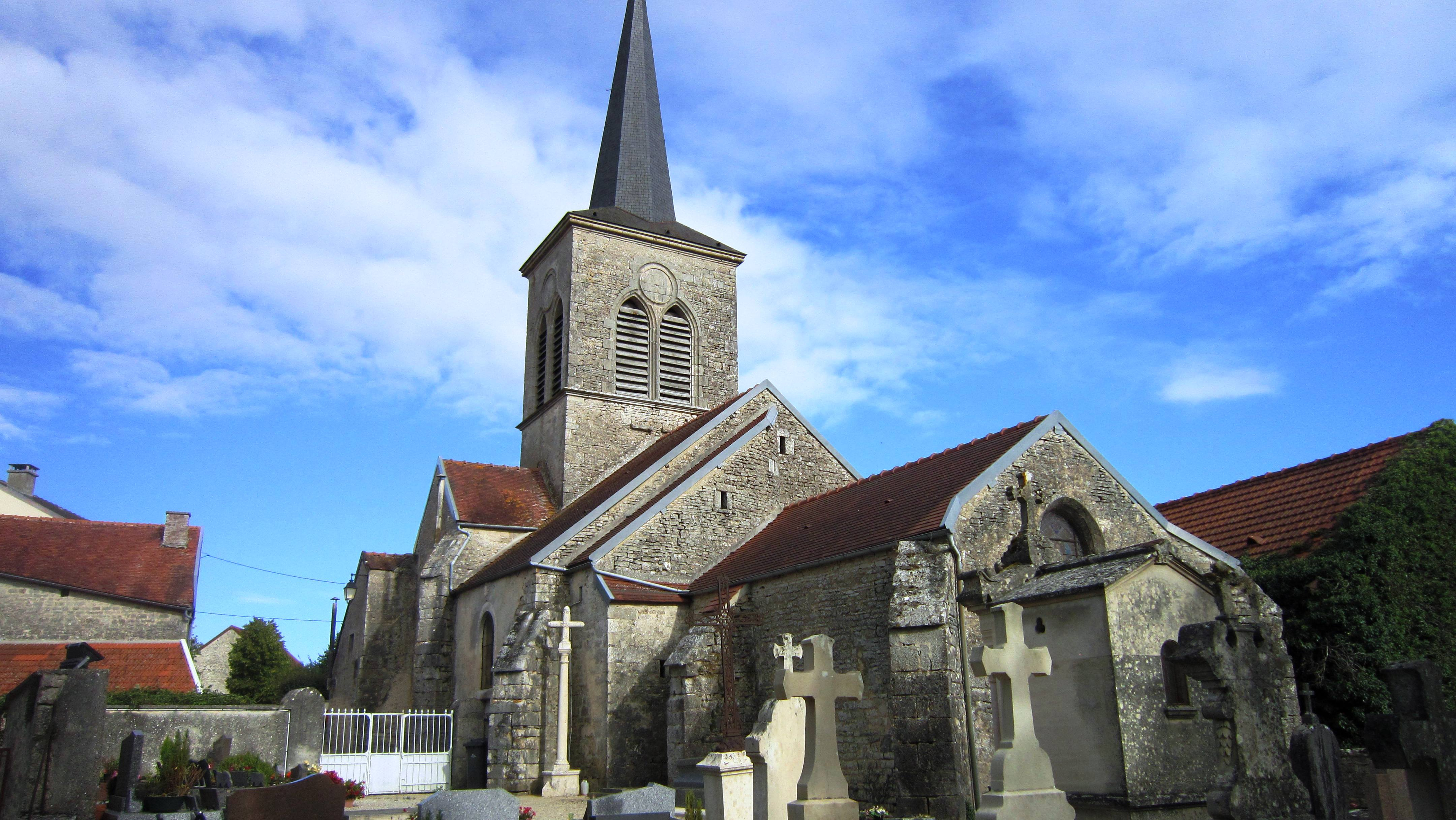
Kirche